# Another Face
Another Face (estrenada al Regne Unit com It Happened in Hollywood ) és una pel·lícula de 1935 dirigida per Christy Cabanne i protagonitzada per Wallace Ford, Brian Donlevy i Phyllis Brooks.

## Argument
Un gàngster buscat per la policia es realitza una cirurgia plàstica i es converteix en actor.

## Repartiment
- Wallace Ford com Joe Haynes
- Brian Donlevy com Broken Nose Dawson, aka Spencer Dutro
- Phyllis Brooks com Sheila Barry
- Erik Rhodes com Grimm
- Molly Lamont com Mary McCall
- Alan Hale com Charles L. Kellar
- Addison Randall com Tex Williams
- Paul Stanton com Bill Branch
- Oscar Apfel com Dr. H. J. Buler (sense acreditar)
- Hattie McDaniel com Nellie (sense acreditar)